# Marvel Hill
Marvel Hill er en rockgruppe fra Danmark, der består af Michel Svane (Trommer), Tom Nielsen (Guitar/Vokal), Mads Katholm (Bas) og Rasmus Lindgren (Keys). Bandet blev dannet i Ebeltoft i 1997 og har udgivet albums.
Michel Svane er bandets trommeslager og sangskriver, Tom Nielsen er tekstforfatter,sanger og guitarist. Mads Katholm er bassist. Rasmus Lindgren spiller klaver/keys.
Bandet har desuden været "Ugens Uundgåelige" på P3 med singlen "The Escapist" fra pladen, There's A Lighthouse at the End of The World

## Diskografi
- 2007 Heartless Is More
- 2010 There's A Lighthouse at the End of The World

| Musikgruppe | Spire Denne artikel om en dansk musikgruppe er en spire som bør udbygges. Du er velkommen til at hjælpe Wikipedia ved at udvide den. |